# Skallerup Kirke (Hjørring Kommune)
 For alternative betydninger, se Skallerup Kirke. (Se også artikler, som begynder med Skallerup Kirke)
Skallerup Kirke er en middelalderlig kirke 3 km nordøst for Lønstrup. Den har romansk kor og skib af granitkvadre og sengotiske tilbygninger.

## Kirkens ydre
- Kirken set udefra
- Kirken set udefra

- Kirken set udefra
- Klokkestabel
- Klokkestabel

Sakristiet er bygget af en blanding af kvadre og munkesten og har loft med krydshvælv og udvendig glat gavl; det samme gælder våbenhuset. Fra samme tid stammer også tårnet, som er skalmuret. Det bruges ikke mere til ophængning af kirkeklokkerne. Glamhullerne er tilmurede og klokkerne er i dag ophængt i en fritstående klokkestabel.
I kirkens ydermure findes tre skakbrætsten, en i våbenhusets sydmur med 8 vandrette og 8 lodrette rækker, en på nordsiden af skibet med 9 vandrette og 7 lodrette rækker og en på nordsiden af tårnet med 10 vandrette og 8 lodrette rækker.

## Kirkens indre
- Kirkens indre
- Kirkens indre
- Kirkens indre

Imellem kirkens skib og kor er den oprindelige korbue bevaret. Tårnet er åbent med en spidsbue ind til skibet.

## Kirkens inventar
- Koret
- Prædikestol
- Døbefont
- Orgel
- Krucifiks
- Kirkeskab
- Gravsten
- Epitafium
- Kirkeskib

Alteret er opmuret af kvadersten og bærer en efterreformatorisk fløjaltertavle fra 1600. Prædikestolen er fra 1603. Både altertavle og prædikestol stammer fra Niels Ibsens værksted.
I koret står et sengotisk skab i højre side. I venstre side hænger som epitafium for Hans Wulf Unger og hans hustru en anetavle, som med våbenskjolde viser slægtens gamle adelsskab. Desuden er der en gravsten med latinsk indskrift.
På skibets nordvæg er ophængt et stort sengotisk krucifiks, som oprindeligt har været ophængt over korbuen.
Orglet er anbragt i tårnrummet.